# William Shatner
William Shatner (n. 22 martie 1931, Notre-Dame-de-Grâce⁠(d), provincia Québec, Canada) este un actor de film și TV. Rolul pentru care este cel mai cunoscut este cel al căpitanului James T. Kirk din Star Trek.

## Filmografie

### Film
| An   | Titlu                                              | Rol                           | Note                           | Ref(s) |
| ---- | -------------------------------------------------- | ----------------------------- | ------------------------------ | ------ |
| 1951 | The Butler's Night Off                             | Crook                         |                                | [ 12 ] |
| 1957 | Oedipus the King                                   | Chorus                        |                                |        |
| 1958 | The Brothers Karamazov                             | Alexey Karamazov              |                                |        |
| 1961 | Judgment at Nuremberg                              | Captain Harrison Byers        |                                |        |
| 1961 | The Explosive Generation                           | Peter Gifford                 |                                |        |
| 1962 | The Intruder                                       | Adam Cramer                   |                                |        |
| 1963 | Alexander the Great                                | Alexander the Great           |                                |        |
| 1964 | The Outrage                                        | Preacher                      |                                |        |
| 1965 | Incubus                                            | Marc                          |                                |        |
| 1968 | White Comanche                                     | Johnny Moon / Notah           |                                |        |
| 1971 | Vanished                                           | Dave Paulick                  | film TV în 2 părți (NBC)       |        |
| 1973 | Pioneer Woman                                      | Johnny Sergeant               |                                |        |
| 1974 | Impulse                                            | Matt Stone                    |                                |        |
| 1974 | Big Bad Mama                                       | William J. Baxter             |                                |        |
| 1975 | The Devil's Rain                                   | Mark Preston                  |                                |        |
| 1976 | A Whale of a Tale                                  | Dr. Jack Fredericks           |                                |        |
| 1977 | Kingdom of the Spiders                             | Rack Hansen                   |                                |        |
| 1978 | Land of No Return                                  | Curt Bunell                   |                                |        |
| 1978 | The Third Walker                                   | Munro Maclean                 |                                |        |
| 1979 | Star Trek: The Motion Picture                      | James T. Kirk                 |                                |        |
| 1980 | The Kidnapping of the President                    | Jerry O'Connor                |                                |        |
| 1982 | Airplane II: The Sequel                            | Commander Buck Murdock        |                                |        |
| 1982 | Star Trek II: The Wrath of Khan                    | James T. Kirk                 |                                |        |
| 1982 | Visiting Hours                                     | Gary Baylor                   |                                |        |
| 1984 | Star Trek III: The Search for Spock                | James T. Kirk                 |                                |        |
| 1986 | Star Trek IV: The Voyage Home                      | James T. Kirk                 |                                |        |
| 1989 | Star Trek V: The Final Frontier                    | James T. Kirk                 | Și regizor și co-scenarist     |        |
| 1991 | Star Trek VI: The Undiscovered Country             | James T. Kirk                 |                                |        |
| 1993 | Loaded Weapon 1                                    | General Mortars               |                                |        |
| 1994 | Star Trek Generations                              | James T. Kirk                 |                                |        |
| 1995 | Trinity and Beyond                                 | Narator                       |                                |        |
| 1998 | Land of the Free                                   | Aidan Carvell                 |                                |        |
| 1998 | Free Enterprise                                    | Bill                          |                                |        |
| 2000 | Miss Congeniality                                  | Stan Fields                   |                                |        |
| 2000 | Falcon Down                                        | Major Robert Carson           |                                |        |
| 2001 | Mind Meld: Secrets Behind the Voyage of a Lifetime | Co-host                       | Direct-to-video; și producător |        |
| 2001 | Osmosis Jones                                      | Mayor Phlegmming (voce)       |                                |        |
| 2002 | Shoot or Be Shot                                   | Harvey Wilkes                 |                                |        |
| 2002 | American Psycho 2                                  | Starkman                      |                                |        |
| 2002 | Showtime                                           | rolul său                     |                                |        |
| 2002 | Groom Lake                                         | John Gossner                  | Și regizor și scenarist        |        |
| 2004 | DodgeBall: A True Underdog Story                   | Dodgeball Chancellor          |                                |        |
| 2005 | Miss Congeniality 2: Armed and Fabulous            | Stan Fields                   |                                |        |
| 2005 | Lil' Pimp                                          | Tony Gold (voce)              | Direct-pe-video                |        |
| 2006 | The Wild                                           | Kazar (voice)                 |                                |        |
| 2006 | Over the Hedge                                     | Ozzie (voce)                  |                                |        |
| 2006 | Stalking Santa                                     | Narator                       |                                |        |
| 2008 | Gotta Catch Santa Claus                            | Santa Claus (voce)            |                                |        |
| 2009 | Fanboys                                            | rolul său                     |                                |        |
| 2009 | William Shatner's Gonzo Ballet                     | rolul său                     |                                |        |
| 2009 | The True History of Puss 'N Boots                  | Puss 'N Boots (voce)          |                                |        |
| 2010 | Quantum Quest: A Cassini Space Odyssey             | Core (voce)                   |                                |        |
| 2010 | Horrorween                                         | rolul său                     |                                |        |
| 2011 | The Captains                                       | gazdă                         | Și regizor și producător       |        |
| 2013 | Escape from Planet Earth                           | General Shanker (voce)        |                                |        |
| 2015 | A Christmas Horror Story                           | Dangerous Dan                 |                                |        |
| 2015 | A Sunday Horse                                     | Kenneth Roubidoux             |                                |        |
| 2015 | When Elephants Were Young                          | Narator                       |                                |        |
| 2016 | Range 15                                           | Richard Chindler              |                                |        |
| 2016 | To Your Last Death                                 | The Overseer                  |                                |        |
| 2017 | Batman vs. Two-Face                                | Harvey Dent / Two-Face (voce) | Direct-pe-video                |        |
| 2019 | Devil's Revenge                                    | Hayes                         |                                |        |
| 2020 | Creators: The Past                                 | Lord Ogmha                    |                                |        |

### Televiziune
| An           | Titlu                                            | Rol                                                   | Note                                                         | Ref(s)        |
| ------------ | ------------------------------------------------ | ----------------------------------------------------- | ------------------------------------------------------------ | ------------- |
| 1954         | The Canadian Howdy Doody Show                    | Ranger Bob                                            |                                                              |               |
| 1955         | Encounter                                        | Lucky / Billy Budd                                    | 2 episoade                                                   |               |
| 1957         | Studio One                                       | Dr. David Coleman / Kenneth Preston / Dr. Franck      | 5 episoade, inclusiv The Defender                            |               |
| 1957–1960    | Alfred Hitchcock Presents                        | John Crane / Jim Whitely                              | 2 episoade                                                   |               |
| 1959         | Nero Wolfe                                       | Archie Goodwin                                        | Episodul Pilot: "Count the Man Down"                         | [ 13 ] [ 14 ] |
| 1960         | One Step Beyond                                  | Carl Bremer                                           | Episodul: "The Promise"                                      |               |
| 1960–1963    | The Twilight Zone                                | Bob Wilson / Don Carter                               | 2 episoade                                                   |               |
| 1961         | Thriller                                         | Paul Graves / Gil Thrasher                            | 2 episoade                                                   |               |
| 1961–1965    | The Defenders                                    | diverse                                               | 5 episoade                                                   |               |
| 1962         | Naked City                                       | Maung Tun / Roger Barme                               | 2 episoade                                                   |               |
| 1963         | Route 66                                         | Menemsha Faxon                                        | Episodul: "Build Your Houses with Their Backs to the Sea"    |               |
| 1964         | The Outer Limits                                 | Brig. Gen. Jeff Barton                                | Episodul: "Cold Hands, Warm Heart"                           |               |
| 1964         | The Man from U.N.C.L.E.                          | Michael Donfield                                      | Episodul: "The Project Strigas Affair"                       |               |
| 1965         | The Fugitive                                     | Tony Burrell                                          | Episodul "Stranger in the Mirror"                            |               |
| 1965         | For the People                                   | David Koster                                          | 13 episoade                                                  |               |
| 1965         | Twelve O'Clock High                              | Major Kurt Brown                                      | Episodul: "I Am the Enemy"                                   |               |
| 1965–1969    | The Virginian                                    | Henry Swann / Luke Milford                            | 2 episoade                                                   |               |
| 1966         | The Big Valley                                   | Brett Skyler                                          | Episodul: "A Time to Kill"                                   |               |
| 1966         | Gunsmoke                                         | Fred Bateman                                          | Episodul: "Quaker Girl"                                      |               |
| 1966         | Dr. Kildare                                      | Dr. Carl Noyes / Toby Cunningham, M.D.                | 6 episoade                                                   |               |
| 1966–1969    | Star Trek: The Original Series                   | James T. Kirk                                         | Rol principal în 3 sezoane                                   |               |
| 1970         | Sole Survivor                                    | Lt. Col. Josef Gronke                                 | film TV                                                      |               |
| 1970         | The Andersonville Trial                          | Colonel Chipman                                       | film TV                                                      |               |
| 1970–1974    | Ironside                                         | Bill Parkins / Don Brand / Marty Jessup               | 4 episoade                                                   |               |
| 1971–1972    | Owen Marshall: Counselor at Law                  | Gary / District Attorney Dave Blankenship             | 2 episoade                                                   |               |
| 1971–1972    | Mission: Impossible                              | Joseph Conrad / Thomas Kroller                        | 2 episoade                                                   |               |
| 1972         | The Hound of the Baskervilles                    | George Stapleton                                      | film TV                                                      |               |
| 1972         | The People                                       | Dr. Curtis                                            | film TV                                                      |               |
| 1972         | Hawaii Five-O                                    | Sam Tolliver                                          | Episodul: "You Don't Have to Kill to Get Rich, but It Helps" |               |
| 1972         | The Sixth Sense                                  | Edwin Danbury                                         | Episodul: "Can a Dead Man Strike from the Grave?"            |               |
| 1973–1974    | Star Trek: The Animated Series                   | James T. Kirk                                         | rol de voce                                                  |               |
| 1973         | Incident on a Dark Street                        | Deaver G. Wallace                                     | film TV                                                      |               |
| 1973         | The Horror at 37,000 Feet                        | Paul Kovalik                                          | film TV                                                      |               |
| 1973         | Barnaby Jones                                    | Phil Carlyle / Fred Williams                          | Episodul: "To Catch a Dead Man"                              |               |
| 1973         | Mannix                                           | Adam Langer                                           | Episodul: "Search For a Whisper"                             |               |
| 1973         | Go Ask Alice                                     | Sam                                                   | film TV                                                      |               |
| 1974         | The Six Million Dollar Man                       | Josh Lang                                             | Episodul: "Burning Bright"                                   |               |
| 1974         | Flick Flack                                      | gazdă                                                 |                                                              |               |
| 1974         | Kung Fu                                          | Captain Brandywine Gage                               | 2 episoade                                                   |               |
| 1974         | Kung Fu                                          | Captain Brandywine Gage                               | 2 episoade                                                   |               |
| 1974         | Pray for the Wildcats                            | Warren Summerfield                                    | film TV                                                      |               |
| 1974         | Indict and Convict                               | Sam Belden                                            | film TV                                                      |               |
| 1975–1976    | Barbary Coast                                    | Jeff Cable                                            | 14 episoade                                                  |               |
| 1976         | The Tenth Level                                  | Professor Stephen Turner                              | film TV                                                      |               |
| 1976,1994    | Columbo                                          | Ward Fowler / Detectiv Lucerne, Fielding Chase        | Episodul: "Fade in to Murder" și "Butterfly Shades of Grey"  |               |
| 1977         | The Oregon Trail                                 | Master Sgt. Buford Cole                               | Episodul: "The Scarlet Ribbon"                               |               |
| 1977         | Testimony of Two Men                             | Adrian Ferrier                                        | film TV                                                      |               |
| 1977         | Mysteries of the Gods                            | Narator                                               | Documentar                                                   |               |
| 1978         | How the West Was Won                             | Captain Harrison                                      | Miniseries                                                   |               |
| 1978         | Little Women                                     | Profesor Friedrich Bhaer                              | Episodul: "Pilot"                                            |               |
| 1978         | The Bastard                                      | Paul Revere                                           | film TV                                                      |               |
| 1978         | Crash                                            | Carl Tobias                                           | film TV                                                      |               |
| 1979         | Riel                                             | The Barker                                            | film TV                                                      |               |
| 1979         | Disaster on the Coastliner                       | Stuart Peters                                         | film TV                                                      |               |
| 1980         | The Babysitter                                   | Dr. Jeff Benedict                                     |                                                              |               |
| 1982         | Police Squad!                                    | Poisoned Man                                          | Episodul: "Revenge and Remorse (The Guilty Alibi)"           |               |
| 1982         | Knight Power                                     | Criminal #2 (voice)                                   | Episode: "Undercover Spy"                                    |               |
| 1982         | The Vegetarian World                             | Rolul său: gazdă & narator                            | Documentar                                                   |               |
| 1982–1986    | T. J. Hooker                                     | Sergeant Thomas Jefferson "T. J." Hooker              | Rol principal în 5 sezoane                                   |               |
| 1984         | Secrets of a Married Man                         | Chris Jordan                                          | film TV                                                      |               |
| 1985         | The Ray Bradbury Theater                         | Charles Underhill                                     | Episodul: "The Playground"                                   |               |
| 1988         | Broken Angel                                     | Chuck Coburn                                          |                                                              |               |
| 1989–1996    | Rescue 911                                       | gazdă                                                 | 7 sezoane & 2 episoade speciale                              |               |
| 1992         | The Larry Sanders Show                           | Rolul său                                             | Episodul: "The Promise"                                      |               |
| 1993         | Family of Strangers                              | Earl                                                  | film TV                                                      |               |
| 1993         | SeaQuest DSV                                     | Deposed Serbo-Croatian Alliance President Milos Teslo | Episodul: "Hide and Seek"                                    |               |
| 1994–1996    | TekWar                                           | Walter H. Bascom                                      | 18 episoade                                                  |               |
| 1996         | Star Trek: Deep Space Nine                       | Captain James T. Kirk                                 | imagini de arhivă în episodul: "Trials and Tribble-ations"   |               |
| 1996         | Prisoner of Zenda, Inc.                          | Michael Gatewick                                      | film TV                                                      |               |
| 1996         | Dead Man's Island                                | Chase Prescott                                        | film TV                                                      |               |
| 1996         | The Fresh Prince of Bel-Air                      | Rolul său                                             | Episodul: "Eye, Tooth"                                       |               |
| 1998         | A Twist in the Tale                              | The Storyteller / Narator                             | 15 episoade                                                  |               |
| 1998         | Hercules                                         | Jason of the Argonauts (voce)                         | Episodul: "Hercules and the Argonauts"                       |               |
| 1999–2000    | 3rd Rock from the Sun                            | The Big Giant Head                                    | 5 episoade                                                   |               |
| 2002         | Futurama                                         | Rolul său (voce)                                      | Episodul: "Where No Fan Has Gone Before"                     |               |
| 2003         | A Carol Christmas                                | Dr. Bob / Ggazdă of Christmas Present                 | 2 episoade                                                   |               |
| 2003         | Space Ggazdă Coast to Coast                      | Rolul său                                             | Episodul: "In Memory of Elizabeth Reed"                      |               |
| 2004         | The Practice                                     | Denny Crane                                           | rol secundar, 5 episoade în sez. 8                           |               |
| 2004–2008    | Boston Legal                                     | Denny Crane                                           | Rol principal în 5 sezoane                                   |               |
| 2005         | Atomic Betty                                     | Jim Barrett                                           | 2 episoade                                                   |               |
| 2005         | Comedy Central Roast of William Shatner          | Roastee                                               | special TV                                                   |               |
| 2005         | Invasion Iowa                                    | Star                                                  | 10 episoade                                                  |               |
| 2005         | Star Trek: Enterprise                            | James T. Kirk (voce)                                  | arhivă audio în episodul: "These Are the Voyages..."         |               |
| 2005         | How William Shatner Changed the World            | gazdă                                                 | film TV                                                      |               |
| 2006         | Show Me the Money                                | gazdă                                                 | 7 episoade                                                   |               |
| 2007         | Everest '82                                      | Norman Kelly                                          | Miniserie                                                    |               |
| 2007         | Fire Serpent                                     | Creator și co producător executiv                     | film TV                                                      |               |
| 2008–2011    | Shatner's Raw Nerve                              | gazdă                                                 | 39 episoade                                                  |               |
| 2010–2011    | $h*! My Dad Says                                 | Dr. Edison "Ed" Milford Goodson                       | 18 episoade                                                  |               |
| 2010–2011    | Aftermath with William Shatner                   | gazdă                                                 | 12 episoade                                                  |               |
| 2010–2012    | Weird or What?                                   | gazdă                                                 | 30 episoade                                                  |               |
| 2011–2012    | Psych                                            | Frank O'Hara                                          | 2 episoade                                                   |               |
| 2011         | Comedy Central Roast of Charlie Sheen            | Roaster                                               | special TV                                                   |               |
| 2012         | Rookie Blue                                      | Henry McLeod                                          | Episodul: "The First Day of the Rest of Your Life"           |               |
| 2012         | Have I Got News for You                          | gazdă                                                 | 1 episod                                                     |               |
| 2013         | Hot in Cleveland                                 | Sally                                                 | Episodul: "It's Alive"                                       |               |
| 2013         | 85th Academy Awards                              | James T. Kirk                                         | special TV                                                   |               |
| 2013         | Kelly Clarkson's Cautionary Christmas Music Tale | executiv NBC                                          | special TV                                                   |               |
| 2014         | The Shatner Project                              | Rolul său                                             | 6 episoade                                                   | [ 15 ]        |
| 2014         | Chaos on the Bridge                              | Intervievator                                         | Documentar și scenarist și regizor                           | [ 16 ]        |
| 2015         | Breaking Ground                                  | Narator                                               | 10 episoade                                                  |               |
| 2015         | Murdoch Mysteries                                | Mark Twain                                            | Episodul: "Marked Twain"                                     |               |
| 2015         | Haven                                            | Croatoan                                              | 4 episoade                                                   |               |
| 2015–prezent | Clangers                                         | Narator (voce)                                        | dublaj în engleză                                            |               |
| 2016         | Cutthroat Kitchen                                | Rolul său                                             | Episodul: "The One With William Shatner"                     |               |
| 2016–2018    | Better Late Than Never                           | Rolul său                                             |                                                              |               |
| 2017         | My Little Pony: Friendship Is Magic              | Grand Pear (voce)                                     | Episodul: "The Perfect Pear"                                 |               |
| 2017         | Private Eyes                                     | Norm Glinski                                          | Episodul: "The P.I. Code"                                    |               |
| 2017         | The Indian Detective                             | David Marlowe                                         | 4 episoade                                                   |               |
| 2019         | The UnXplained                                   | gazdă                                                 |                                                              |               |
| 2019         | The Big Bang Theory                              | Rolul său                                             | Episodul: "The D&D Vortex"                                   | [ 17 ]        |
| 2019         | Private Eyes                                     | Norm Glinski                                          | Episodul: "Glazed and Confused"                              |               |
| 2019         | Star Trek: Short Treks                           | James T. Kirk (voce)                                  | arhivă audio în episodul: "Eraphim and Dot"                  |               |